# ラングーンを越えて
『ラングーンを越えて』（原題: Beyond Rangoon）は、1995年制作のアメリカ映画。ジョン・ブアマン監督。
ミャンマーの民主化運動を背景にしたローラ・ボーマンの実体験を基にしたドラマ映画で、第48回カンヌ国際映画祭で高い評価を受けたにもかかわらず、日本ではビデオスルーとなった。
ロケはマレーシアで行われ、ミャンマーでは上映禁止となった。
ジョディ・フォスター、メリル・ストリープ、ミシェル・ファイファー、メグ・ライアンが主演候補に挙がっていた。

## あらすじ
1988年、民主化運動前夜のラングーン。夫と子供を強盗に殺されたアメリカ人女性ローラは傷ついた心を癒すため、姉アンディと共にこの地を旅行していた。
軍事政権下においても生きる事への情熱を失わないビルマ民衆の姿にローラは心打たれ、希望を取り戻しつつあったが、ある日、トラブルに巻き込まれたローラをかばったビルマ人男性ウー・アウン・コーと共に彼女は軍から追われる身となり、2人はビルマを脱出すべく、決死の逃避行に出るのだった。

## キャスト
※括弧内は日本語吹き替え
- ローラ・ボーマン - パトリシア・アークエット（幸田直子）
- アンディ・ボーマン - フランシス・マクドーマンド（火野カチコ）
- 本人役 - ウー・アウン・コー[4]（阪脩）
- ジェレミー・ワット - スポルディング・グレイ（清川元夢）
- アウンサンスーチー - アデル・ラッツ